# Šmalc
Šmalc je priimek več znanih Slovencev:
- Andrej Šmalc (*1935), kemik
- Anton (Tone) Šmalc (1904—1972), šef hranilnice v Ribnici, član Sokola, aktivist OF, partizan, telesno-kulturni delavec
- Jernej Šmalc, dirigent
- Katja Šmalc, smučarka
- Leopold Šmalc (1895—?), pravnik, knjižničar
- Matej Šmalc = Matevž Šmalc (1888—1960), jezikoslovec, esejist, literarni kritik in prevajalec
- Matjaž Šmalc, gledališki režiser, lutkar, pedagog, mentor, gledališki/radijski/filmski organizator
- Marija Šmalc Švajgar (1897—?), pianistka
- Urša Šmalc, flavtistka